# (73411) 2002 LW26
(73411) 2002 LW26 – planetoida z pasa głównego asteroid okrążająca Słońce w ciągu 5,61 lat w średniej odległości 3,15 j.a. Odkryta 7 czerwca 2002 roku.